# Maren Baumbach
Maren Baumbach (ur. 14 stycznia 1981 roku w Bad Cannstatt), niemiecka piłkarka ręczna, reprezentantka kraju. Gra na pozycji środkowej rozgrywającej. Obecnie występuje w Bundeslidze, w drużynie VfL Sindelfingen. W kadrze narodowej zadebiutowała w 2000 roku.

## Kariera
- 1999-2000  TuS Metzingen
- 2000-2001  Eintracht Minden
- 2001-2007  DJK/MJC Trier
- 2007-2009  FCK Håndbold
- 2010-nadal  VfL Sindelfingen

## Sukcesy

### Mistrzostwo Niemiec
- (2003)

### Mistrzostwa Danii
- (2008, 2009)

### Puchar Niemiec
- ,  (2003)

### Mistrzostwa Europy Juniorek
- (1999)

### Mistrzostwa Świata Juniorek
- (2001)

### Mistrzostwa Świata
- (2007)

### Puchar Zdobywców Pucharów
- (2009)